# Rivo Faralovatahiry
Rivo Daniel Faralovatahiry (ur. 1985) – madagaskarski zapaśnik walczący w stylu wolnym. Brązowy medalista igrzysk Wysp Oceanu Indyjskiego w 2023 roku. 